# Villa Ángela
Villa Ángela város Mayor Luis Jorge Fontana megyében, Chaco tartományban fekszik, Argentína északi részén, 186 kilométernyire nyugatra a tartományi fővárostól, Resistenciától. A város a Gran Chaco mélyföldön található, a La Plata folyó vízgyűjtőjének alacsonyabban fekvő részén. A 2001-es népszámláláskor a város lakossága 43 211 fő volt, amellyel a tartomány harmadik legnépesebb városa. A városban és környékén szórványmagyarság él, akik az 1900-as évek elején költöztek ide.

## Éghajlat
A városnak szubtrópusi éghajlata van, száraz telekkel és forró, csapadékos nyarakkal. Az eddig mért legmagasabb nappali hőmérséklet 46 °C volt, míg az eddigi hőmérsékleti minimum -6 °C. Villa Ángelában éves szinten mintegy 1100 mm-nyi csapadék hullik.

## Fordítás
Ez a szócikk részben vagy egészben  a   Villa Ángela című angol Wikipédia-szócikk ezen változatának fordításán alapul.  Az eredeti cikk szerkesztőit annak laptörténete sorolja fel. Ez a jelzés csupán a megfogalmazás eredetét és a szerzői jogokat jelzi, nem szolgál a cikkben szereplő információk forrásmegjelöléseként.